# Моцарт, Анна Мария
Анна Мария Вальбурга Моцарт (нем. Anna Maria Walburga Mozart, в девичестве Пертль; 25 декабря 1720 — 3 июля 1778) — мать Вольфганга Амадея Моцарта.

## Биография
Анна Мария Вальбурга Моцарт родилась 25 декабря 1720 года в Санкт-Гилгене (ныне Австрия) в семье юриста Вольфганга Николауса Пертля (1667—1724) и его жены Евы Розины Барбары Пертль (урождённой Альтманн; 1681—1755). У неё была старшая сестра Мария Розина (1719—1728), которая прожила всего девять лет. Вышла замуж за Леопольда Моцарта в 1747. У них было 7 детей, из которых только двое дожили до зрелого возраста. Их дочь, Мария Анна была талантливым музыкантом, однако она быстро попала в тень в свете достижений младшего брата. Оба ребёнка были взяты отцом в путешествие по Европе. Анна Мария Моцарт сопровождала сына в нескольких поездках.
Не была отмечена музыкальными талантами, хотя вышла замуж за композитора и музыкального педагога мировой величины и стала матерью двух удивительно талантливых детей. Умерла "от лихорадки" (по-видимому, острого простудного заболевания)  3 июля 1778 года, во время тура в Париж со своим сыном.

## Дети
- Иоганн Леопольд Иоахим Моцарт (1748—1749)
- Мария Анна Кордула Моцарт (1749—1749)
- Мария Анна Непомусена Вальбурга (1750—1750)
- Мария Анна Вальбурга Игнатия Моцарт (1751—1829)
- Иоганн Карл Амадей Моцарт (1752—1753)
- Мария Кресцентия Франциска де Паула Моцарт (1754—1754)
- Вольфганг Амадей Моцарт (1756—1791)